# Le Juif errant
Pour les articles homonymes, voir Juif errant (homonymie).

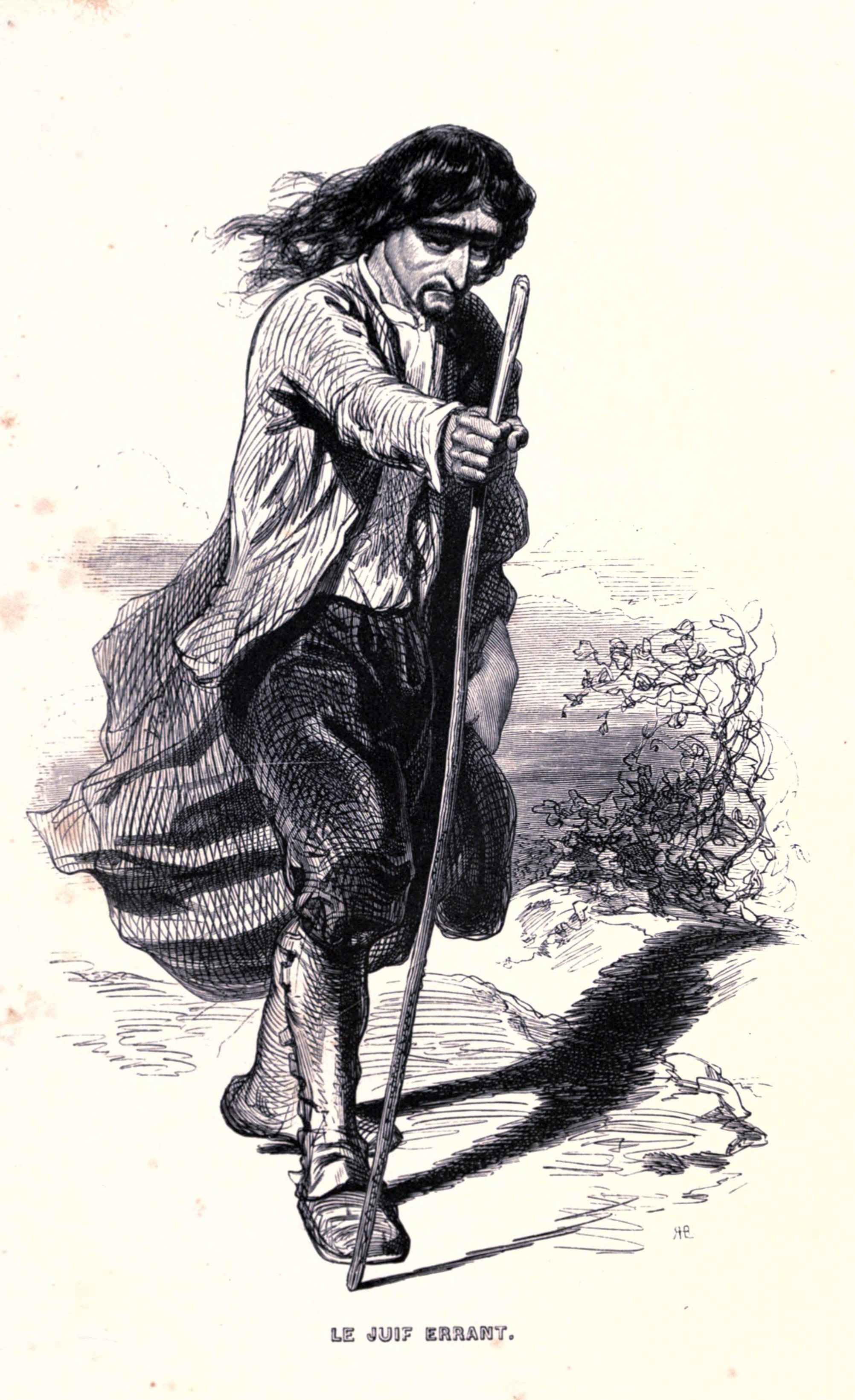
Le Juif errant

Le Juif errant est un roman français d’Eugène Sue publié en feuilleton dans Le Constitutionnel du 25 juin 1844 au 26 août 1845 puis en volume de 1844 à 1845 chez Paulin à Paris.
Ce livre est l'un des plus grands succès de librairie du XIXe siècle, le second de Sue après Les Mystères de Paris. Le titre du Juif errant est cependant trompeur puisqu’il ne constitue pas le sujet du roman. Celui-ci n’est, à proprement parler, que la puissance tutélaire qui, aidé de son homologue féminin, Hérodiade, s’efforce d’être l'ange gardien des héritiers, qui sont en outre les derniers descendants d’un protestant que la Compagnie de Jésus avait acculé au suicide. Relatant les intrigues menées par les Jésuites pour s’emparer de ce fabuleux héritage, le roman, qui se termine sur la fin des souffrances du Juif errant et d’Hérodiade, est, entre autres, un réquisitoire contre le fanatisme et l’intolérance religieuse. Publié à l’époque du débat autour de l’enseignement secondaire, il suscita une véritable « jésuitophobie ». Avec ce roman de 800 pages, le nombre des abonnés du Constitutionnel passa de 3 600 à 23 600.

## Personnages principaux
- Gabriel Rennepont, missionnaire jésuite en Amérique ;
- Rose et Blanche Rennepont, jumelles orphelines de Sibérie ;
- Général Simon, maréchal et duc d'Empire, père de Rose et de Blanche, inconnu de ses filles ;
- Dagobert, ami du général Simon et gardien des orphelines ;
- Djalma Rennepont, prince indien ;
- Jacques Rennepont, dit Couche-Tout-Nu, ouvrier parisien ;
- François Hardy, manufacturier fouriériste au Plessis ;
- Adrienne de Cardoville, riche fille du comte de Rennepont[1] ;
- Rodin, jésuite chargé de capter l’héritage Rennepont ;
- Père d’Aigrigny, général des Jésuites en France.

## L’histoire
L’histoire débute dans l’Océan polaire, qui entoure les bords déserts de la Sibérie et de l’Amérique du Nord, séparées par l’étroit canal de Bering. Des traces de pas d’homme avec sept clous saillants formant une croix se font remarquer sur la neige du côté de l’Europe, tandis que des pas de femme du côté de l’Amérique. Le Juif errant et sa « sœur » Hérodiade apparaissent, se tendant mutuellement les bras des deux côtes du détroit. Ils seront les deux puissances protectrices des héros de l’ouvrage.
Sous Louis XIV, le marquis Marius de Rennepont, a abjuré, à l’époque de la révocation de l’édit de Nantes, le calvinisme, mais sa conversion n’était, paraît-il, pas absolument sincère. Les Jésuites l’ont dénoncé et obtenu d’entrer en possession de ses biens. Le marquis de Rennepont est cependant parvenu à le leur soustraire et à le confier pour le garder et le faire fructifier, à une famille juive, qui se succède de père en fils. La somme de 150 000 francs, au sujet de laquelle, par un testament en date du 13 février 1682, le capital et les intérêts devaient s’accumuler, à partir de l’année 1683, d’année en année jusqu’au 13 février 1832, constitue l'héritage du marquis. Les quelque 250 millions produits, à cette date, par les intérêts composés, doivent être distribués à celui ou à ceux de ses héritiers qui, le 13 février 1832, ni la veille ni le lendemain, mais dans cette journée même, se présenteront dans une maison sise au no 3 de la rue Saint-François, à Paris, pour assister à l’ouverture du testament. Pour garder le souvenir du rendez-vous, chaque descendant porte une médaille sur laquelle sont gravés en croix les sept clous de la semelle du Juif errant, avec ces mots en exergue : « 13 février 1832, rue Saint-François, no 3 ».
En 1832, les héritiers Rennepont sont au nombre de sept : par la descendance maternelle, Rose et Blanche Simon, filles d’un maréchal de l’Empire, qui a gagné son bâton et son titre de duc sur le champ de bataille de Ligny ; François Hardy, manufacturier fouriériste au Plessis, près Paris, et le prince Djalma, fils de Kadja-Sing, roi de Mondi. Par la descendance paternelle, le sieur Jacques Rennepont, dit Couche-Tout-Nu, artisan débauché et ivrogne ; Adrienne de Cardoville, fille du comte de Rennepont, duc de Cardoville, et Gabriel Rennepont, prêtre des Missions étrangères. Mais le général des Jésuites de 1682 n’a pas manqué de recommander, en mourant, à tous les membres de son ordre, ceux qui vivent et leurs successeurs jusqu’en 1832, de « surveiller furieusement la famille Rennepont et de rentrer per fas aut nefas dans le bien qui a été traîtreusement dérobé à la Société. » La recommandation du père de Noyelle a été fidèlement suivie. Pas un seul jour, ils n’ont perdu la trace des héritiers Rennepont, si bien qu’au 1er janvier 1832, la Compagnie de Jésus sait exactement où se trouvent tous les personnages qui doivent se rencontrer rue Saint-François, le 13 février.
Des sept héritiers, l’un, Gabriel Rennepont, le missionnaire, est en Amérique, dans les montagnes Rocheuses. Quand il est entré dans la Compagnie, on lui a fait faire une donation générale et spéciale de ses biens présents et à venir. On veille sur lui, et il sera de retour le 13 février. La Société a également les yeux sur les cinq autres en Sibérie, en Inde ou à Paris, mais ils ont devant eux un redoutable adversaire en la personne de Joseph, le Juif errant, dont la sœur, objet de sa plus tendre affection, honnêtement mariée, a laissé pour descendant le Rennepont de 1682, qui était son héritier direct. Les Rennepont de 1832 étant les arrière-petits-neveux du Juif errant, celui-ci se doit donc de les défendre.
Joseph assisté par Hérodiade, elle aussi condamnée à marcher jusqu’à la fin du monde n’épargnent pas leur peine pour déjouer tous les artifices des Jésuites, notamment l’abbé d’Aigrigny et Rodin, visant à les empêcher d’arriver à la date prévue. Ainsi, Rose et Blanche Simon seront rigoureusement séquestrées dans un couvent ; mademoiselle de Cardoville sera enfermée comme folle dans la maison de santé du docteur Baleinier ; Djalma sera affilié, malgré lui et à son insu, à l’horrible secte des Étrangleurs ; Couche-Tout-Nu est mis en prison parce qu’il ne peut rendre 10 000 francs que lui ont prêtés les jésuites, pour avoir ainsi un prétexte qui leur permette de s’en débarrasser en temps utile.
Lorsque arrive le jour fatal, la compagnie triomphe. Elle est en possession du coffre-fort Rennepont, quand survient mystérieusement Salomé, qui, entrant par une porte que personne ne voyait, va droit à un meuble auquel personne n’avait fait attention, en tire un codicille qui proroge l’ouverture du testament à quelques mois jusqu’à juin 1832, avant de traverser la salle silencieuse et grave et de se retirer au milieu des assistants stupéfaits. Rodin remplace alors d’Aigrigny et tend aux héritiers divers traquenards qui les mèneront à leur mort, mais, alors qu’il vient d’être nommé général des Jésuites, c’est à son tour de mourir, empoisonné par un rival. Seul Gabriel a survécu, mais le trésor finira détruit par son gardien tandis que Gabriel sera mis au ban de l’Église pour hétérodoxie.

## Résumé

### Prologue
Des deux côtés du Détroit de Béring, un homme et une femme s’observent.

### Première partie: L’Auberge du Faucon Blanc
Un vieux soldat, Dagobert, mène des jumelles de 15 ans, Rose et Blanche, de la Sibérie à Paris, pour retrouver leur père, le général Simon, et se rendre à un rendez-vous gravé sur une médaille qu’elles ont héritée de leur mère. Morok, dresseur de fauves, les piège et les retient près de Leipzig.

### Deuxième partie: Larue du Milieu-des-Ursins
Un mystérieux commanditaire et son secrétaire Rodin cherchent à empêcher les descendants de la famille Rennepont de se rendre au rendez-vous du 13 février 1832. Ils envoient divers messages dans ce sens.

### Troisième partie: Les Étrangleurs
Un étrangleur dessine un tatouage au prince Djalma endormi. Alors qu’il est pris en compagnie de membres de la secte des étrangleurs, il est confondu et arrêté àcause de cette marque. Un dénommé Faringhea parvient à s’enfuir.

### Quatrième partie: Le château de Cardoville
Trois mois plus tard, Rodin rend visite à M.Dupont, régisseur du château de Cardoville. Deux bateaux font naufrage sur la falaise voisine. À leurs bords, les jumelles Rose et Blanche, Dagobert, Gabriel Rennepont, Djalma et Faringhea. Rodin rentre précipitamment pour donner l’alerte.

### Cinquième partie: La rue Brise-Miche
Portraits de Françoise et Agricol Baudoin et la Mayeux. Agricol est menacé d’arrestation. Il se résout à se rendre chez Adrienne de Cardoville qui lui doit une faveur pour lui recommander sa famille quand il ne pourra plus subvenir à leurs besoins. Dagobert, les jumelles et Gabriel font irruption. Retrouvailles.

### Sixième partie: L’Hôtel Saint-Dizier
Présentation de la philosophie sensualiste de la nièce de la princesse de Saint-Dizier, Adrienne de Cardoville. Elle recommande son cousin Djalma (qu’elle n’a jamais rencontré) aux bons soins d’un de ses amis. Agricol vient demander la protection de sa famille et des jumelles du général Simon. Pendant ce temps, l’abbé d’Aigrigny, maître de Rodin, Rodin lui-même, la Princesse, le Dr Baleinier et le Baron de Tripeaud complotent contre Adrienne. Le commissaire de police découvre Agricol caché chez elle et l’arrête. Elle part dans une calèche du Dr Baleinier pour sauver la famille du jeune homme.

### Septième partie: Un jésuite de robe courte
La calèche mène Mademoiselle de Cardoville à un asile où le Dr Baleinier la fait interner.

### Huitième partie: Le confesseur
Le confesseur de Françoise Baudoin la convainc de faire enfermer Rose et Blanche au couvent Sainte-Marie pour leurs saluts et de n’en rien dire à son mari. Les tentatives de Dagobert pour les retrouver ne donnent rien.

### Neuvième partie: La Reine Bacchanal

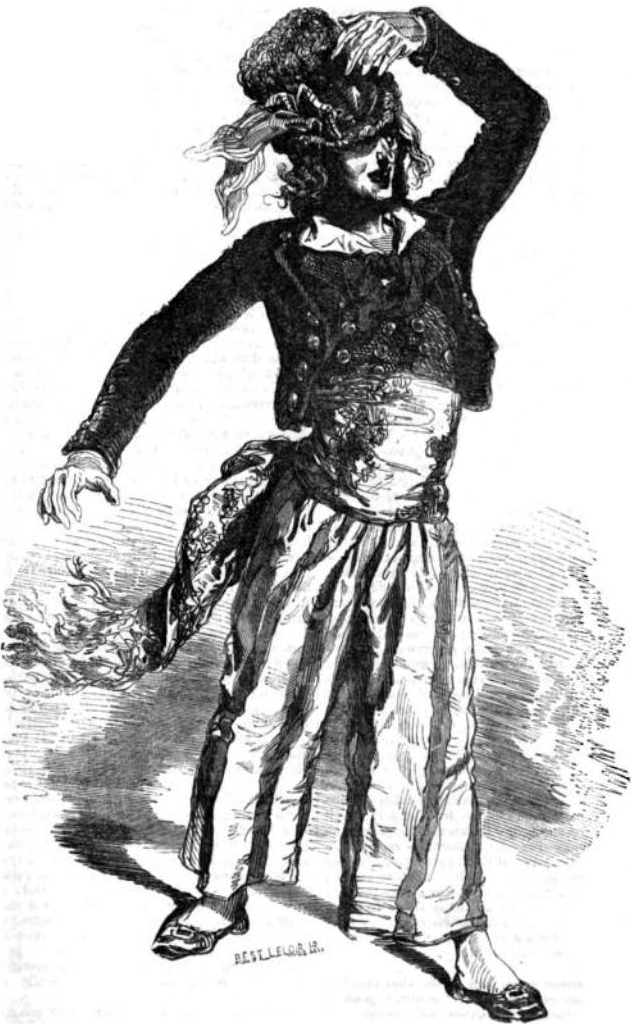
Couche-Tout-Nu.

Scènes de mascarades. Présentation de Nini Dumoulin, Rose-Pompon, Couche-tout-Nu et de la reine de Bacchanal, Céphyse, sœur de la Mayeux. Les deux sœurs se retrouvent, l’ouvrière est venue lui demander de l’assistance pour payer la caution d’Agricol, Couche-tout-Nu la dépanne. Il est arrêté pour dettes immédiatement après. Céphyse promet de lui rester fidèle et de devenir honnête.

### Dixième partie: Le couvent
Florine, servante de Mademoiselle Cardoville et agent double pour la Princesse de Saint-Dizier, conseille à la Mayeux de postuler au couvent Sainte-Marie pour trouver une position. La mère Sainte-Perpétue la congédie quand elle refuse l’idée de l’espionnage. En partant, elle aperçoit, et reconnait à la description, Mademoiselle de Cardoville. L’asile où elle est retenue avoisine le couvent. Celle-ci l’informe de sa situation, mais aussi de celle des jumelles qu’elle aperçoit de sa chambre. La Mayeux en informe Dagobert et Agricol qui tentent un sauvetage clandestin de nuit. Ils sont repérés par les gardiens. Faringhea vient informer Rodin qu’il a endormi Djalma pour qu’il ne puisse par se rendre au rendez-vous du 13 février, il menace de le réveiller si on n’obéit pas à ses instructions, Rodin le fait arrêter par Morok et ses acolytes.

### Onzième partie: Le 13 février
Les gardiens de l’héritage Rennepont l’ont fait fructifier. Ils attendent le rendez-vous. Arrivent sur place les hommes deloi, l’abbé d’Aigrigny, Rodin et Gabriel.Ce dernier leur annonce qu’il quitte la compagnie, même s’il leur laisse la jouissance de l’héritage qu’il s’apprête à toucher. Ils en prennent possession.Dagobert et Agricol font irruption et dénoncent les agissements des Jésuites malheureusement trop tard. Survient Hérodiade qui met à jour un codicille,l’héritage est reporté au 1er juin 1832. Les Jésuites rentrent déconfits chez la Princesse de Saint-Dizier, Rodin prend la tête des opérations, l’abbé devient son subalterne.

### Douzième partie: Les promesses de Rodin
Rodin fait libérer Couche-tout-Nu et Adrienne. Il se fait passer pour un allié, secrétaire repenti de l’abbé d’Aigrigny.

### Treizième partie: Un protecteur
Le maréchal Simon est enfin arrivé à Paris, Rodin libère ses filles. Djalma est logé dans une maison par un protecteur inconnu (Adrienne), Faringhea, à son serviceet agent-double, avive son caractère passionné. La Mayeux, dame de compagnie d’Adrienne, doute de Rodin. Djalma entrevoit Adrienne par accident : elle est venue espionner Rodin. Tous deux tombent immédiatement amoureux. Se sachant surveillé, Rodin a tenu son rôle et gagne l’entière confiance de la jeune fille. M. Hardy entretient une liaison avec une femme mariée. Agricol est amoureux d’une dénommée Angèle. Extraits du journal de la Mayeux. Florine le dérobe pour la faire chanter. La Mayeux s’enfuit de chez Mademoiselle de Cardoville.

### Quatorzième partie: La fabrique
Morok a libéré Couche-tout-Nu sous condition qu’il rompe définitivement avec Céphyse. Il le fait boire sans cesse depuis. La fabrique de F. Hardy attise la jalousie des Loups, un compagnonnage concurrent. Visite et dissertation sur l’organisation du travail. Le maréchal Simon vient voir son père, ouvrier à lafabrique. M. Hardy apprend que sa maîtresse a quitté le pays, il part précipitamment.Pendant son absence, les Loups attaquent, le père Simon est tué, la fabrique brulée.

### Quinzième partie: Rodin démasqué
Rodin est démasqué, on a découvert qu’il a dit à Djalma qu’Adrienne en aimait un autre etvice versa. Adrienne écrit une lettre au prince indien pour lui avouer ses sentiments. Le soir, elle se rend à une représentation du dresseur de fauves, Morok.Djalma, qui n’a pas reçu la lettre, s’y montre accompagné de Rose-Pompon.Jalousie. Le spectacle dégénère, Djalma monte sur scène, tue la panthère etprouve à Adrienne son amour en ramassant son bouquet.

### Seizième partie: Le choléra
Le Juif marche, le choléra sur ses talons, il se rend à Paris. Rodin tombe malade. Couche-tout-Nu meurt de sa consommation d’alcool, dans les bras de Céphyse. Goliath, un acolyte de Morok est lynché par la foule, l’abbé d’Aigrigny échappe de peu au même traitement, sauvé par Gabriel.
Rodin, alité, continue de comploter et subit les traitements les plus violents pour guérir. Céphyse et la Mayeux tentent de se suicider en s’asphyxiant avec leur poêle. Elles sont sauvées par l’intervention d’Adrienne et Agricol. Croyant sa sœur déjà morte, Céphyse se défenestre. Adrienne rencontre Rose-Pompon qui lui révèle la nature de ses relations (ou plutôt leur absence) avec Djalma. Agricol et la Mayeux discutent de ses sentiments. Finalement éclairés sur leurs sentiments respectifs, Adrienne et Djalma ont leur premier entretien.
Agricol, porteur d’une lettre d’Adrienne, rend visite à F. Hardy, retiré dans une maison de repos des Jésuites. Ils tentent, avec Gabriel de lui redonner le goût de vivre. Ils manquent de réussir, mais une entrevue avec Rodin le convainc de s’exiler dans un monastère, il finira par y mourir.
Le maréchal Simon et ses filles reçoivent des lettres anonymes qui créent une atmosphère de malaise. Ils se réconcilient, mais le maréchal les quitte pour une mission militaire. La princesse de Saint-Dizier convainc les jumelles de visiter les cholériques. Elles attrapent la maladie et meurent immédiatement. Morok est atteint à la fois de la rage et du choléra.
La princesse annonce à Adrienne sa ruine prochaine. Nini Dumoulin demande un service à Madame de la Sainte-Colombe ancienne maquerelle qu’il courtise. Sous un prétexte inventé par Faringhea, Djalma drogué, est témoin d’un rendez-vous amoureux entre celle qu’il croit être Adrienne et Agricol. Il tue la jeune fille et blesse grièvement l’ouvrier. Il se rend chez Adrienne, dans sa chambre, et s’empoisonne. Elle le trouve agonisant, résout de mourir avec lui et boit à son tour le poison. Ils meurent ensemble.
Mis en présence par Rodin, l’abbé d’Aigrigny et le maréchal Simon s’entretuent. Sur ordre des cardinaux Caboccini et Malipieri, représentants des Jésuites, Faringhea empoisonne Rodin avec de l’eau bénite. Inconscient de son état, il se rend au rendez-vous du testament Rennepont. Le gardien le met en présence des cadavres de toutes ses victimes puis fait partir l’héritage en fumée. Rodin meurt de l’action du poison. À ce moment, la princesse de Saint-Dizier surgit, le spectacle de l’agonie du Jésuite et des cadavres des Rennepont rassemblés lui fait perdre la raison.

### Épilogue
Quatre ans plus tard, les Baudoin, Gabriel et la Mayeux se sont exilés dans une métairie en Sologne où ils coulent des jours tranquilles. L’acharnement des Jésuites contre Gabriel finit par épuiser ses forces et il meurt. Le Juif Errant et Hérodiade meurent de concert, succombant à l’extinction de la lignée Rennepont. Ils forment le vœu que leurs décès soient celui de l’artisan exploité et que leur disparition donne naissance à une condition ouvrière plus juste.

### Conclusion
Considérations d’Eugène Sue sur les messages idéologiques qui sont développés dans son œuvre et sur les débats qu’ont pu soulever ces observations.

## Éditions
- Eugène Sue (préface et chronologie de Francis Lacassin), Le Juif errant, Paris, Robert Laffont, coll. « Bouquins », 2010, 1140 p. (ISBN 978-2-2211-1422-3).

## Adaptations

### Théâtre
- Le Juif errant, pièce de théâtre, texte d'Eugène Sue et Adolphe Dennery, première représentation au	Théâtre de l'Ambigu, le 23 juin 1849
- Jacques Fromental Halévy a créé un opéra, Le Juif errant (1852), sur des éléments du roman de Sue.
- Wandering Jew and Wandering Jewess, scénario de Robert Douglas Manning[22][réf. à confirmer],[pertinence contestée]

### Cinéma
- Le Juif errant, film muet français réalisé par Luitz-Morat sorti en 1926.
- Le Juif errant, film italien réalisé par Goffredo Alessandrini en 1948.

### Radio
- Le Juif errant, adaptation radiophonique de Maurice Sarfati, réalisée par Bronislaw Horowicz, pour France Culture, en 1976.